# Barbara Schmitz (Philosophin)

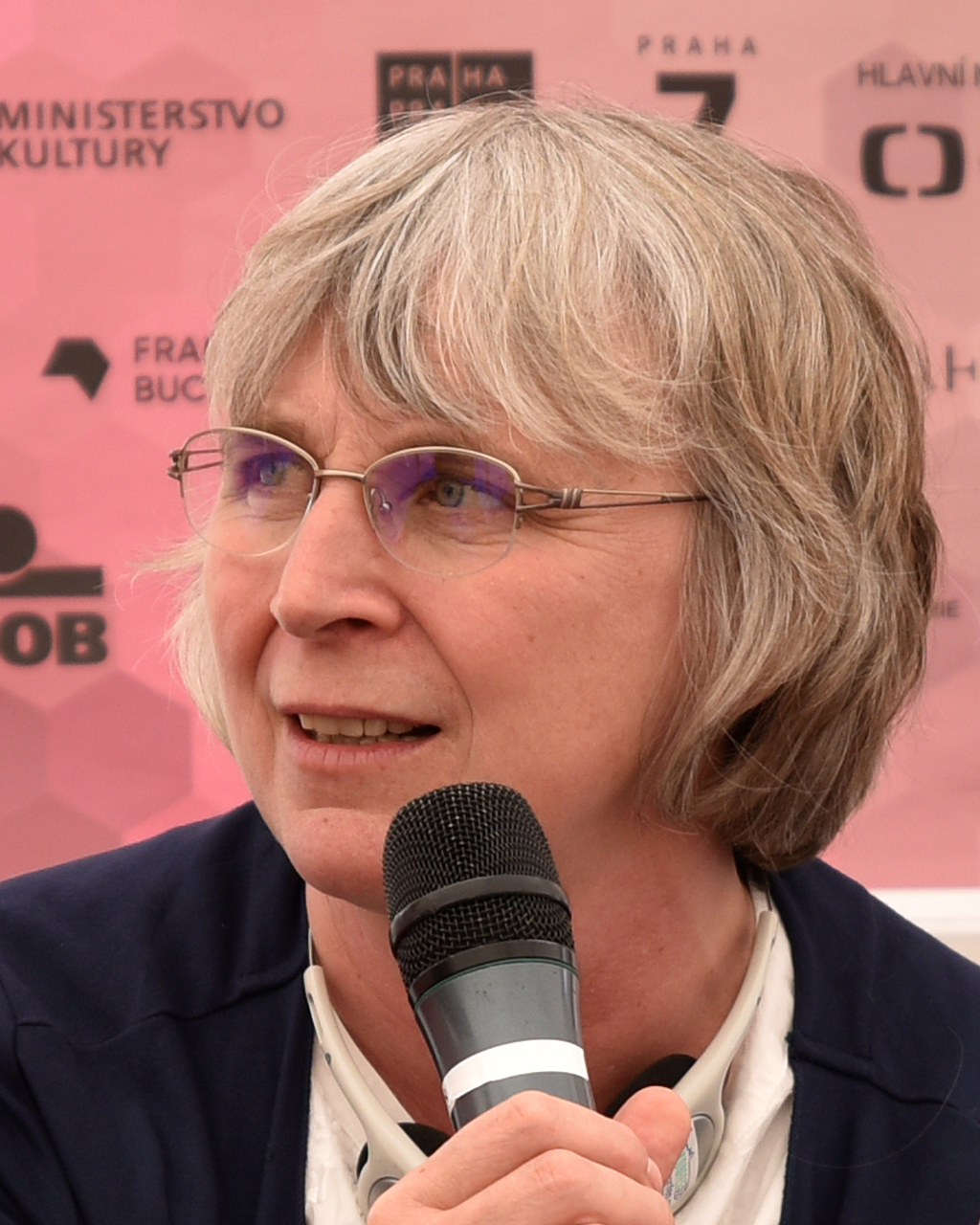
Barbara Schmitz (2024)

Barbara Schmitz (* 7. Juli 1968 in Karlshafen) ist eine deutsche Philosophin. Sie ist Privatdozentin an der Universität Basel. Ihre Forschungsschwerpunkte sind Ethik, Politische Philosophie und Sprachphilosophie.

## Leben
Nach ihrem Abitur 1988 an der Schule Birklehof studierte Schmitz Philosophie, Neuere deutsche Literaturwissenschaft und Sprachwissenschaft an den Universitäten Tübingen, Freiburg i. Br. und Tromsø. Sie promovierte 2000 mit einer Arbeit über Ludwig Wittgenstein in Freiburg i.Br. Von 2001 bis 2007 war sie wissenschaftliche Assistentin für Praktische Philosophie an der Universität Basel, von 2007 bis 2010 Mitarbeiterin und Koordinatorin im Forschungsprojekt „Menschliches Leben“. 2010 habilitierte sie sich mit der Schrift Bedürfnisse und Gerechtigkeit. Nach Forschungsaufenthalten an der Universität Oxford, Nuffield College und am University Center for Human Values Princeton ist sie Privatdozentin für Philosophie an der Universität Basel. Sie arbeitet zudem als freie Autorin und Gymnasiallehrerin in Basel.
Barbara Schmitz ist Mutter einer Tochter.

## Werk
Im Jahr 2022 veröffentlichte Barbara Schmitz einen Essay mit dem Titel Was ist ein lebenswertes Leben? Philosophische und biographische Zugänge, in dem sie drei Zugänge zur Frage nach dem lebenswerten Leben unterscheidet: einen ersten Zugang via Kriterien, die objektiv angeben sollen, was ein Leben lebenswert macht, einen zweiten Zugang, bei dem davon ausgegangen wird, dass jedes Leben lebenswert ist, und einen dritten, der die Frage als eine subjektive herausstellt, demzufolge jeder selbst entscheiden kann oder muss, ob sein Leben lebenswert ist. Diesen letzten Zugang wählt sie zur Beantwortung der Frage und rückt damit Menschen mit Behinderung, Demenz, schweren chronischen Krankheiten und Suizidabsichten ins Zentrum der Untersuchung. Es zeigt sich dann, dass gerade ein Leben mit Einschränkungen von den Betroffenen als lebenswert eingeschätzt wird. Schmitz ergründet dieses vermeintliche "Behinderungsparadox" von verschiedenen Seiten und verdeutlicht, dass es eine gesellschaftliche Aufgabe ist ein lebenswertes Leben für alle zu schaffen. Andererseits zeigt sie verschiedene Wege, wie individuell mit Krankheit, Behinderung und Demenz umgegangen werden kann. In das Buch gehen auch Erfahrungen aus ihrem Leben mit einer Tochter mit Behinderung ein. 
2025 erschien ihr zweiter Essay Offenheit und Berührbarkeit. Neue Wege zu Verletzbarkeit und Resilienz. In ihm geht sie auf die Rolle der Verletzbarkeit im individuellen und gesellschaftlichen Leben ein. So zeigt sie Verbindungen zu Macht und Gerechtigkeit und kritisiert den Begriff der Resilienz als Antwort auf die individuelle Verletzbarkeit. Vielmehr plädiert sie für einen differenzierten Umgang mit menschlicher Verletzbarkeit. Ein solcher verfolgt weder das Ziel der Unverletzbarkeit noch rückt er die individuelle Verletzlichkeit ins Zentrum. Verletzbarkeit sei vielmehr ebenso eine Quelle von Solidarität, Empathie und Sinn wie auch eine Herausforderung für gesellschaftliche und politische Strukturen.

## Rezeption
Seit Erscheinen ihres Buchs, einem Essay, Was ist ein lebenswertes Leben? Philosophische und biographische Zugänge war sie bei verschiedenen Medien als Interviewpartnerin zu Gast, darunter ZDF Aspekte, Süddeutsche Zeitung, Deutschlandfunk, WDR 3 und WDR 5, ORF, ZDF 37 Grad, Südkurier und Radio RaBe. Es erschienen mehr als 20 Rezensionen zu dem Buch. In der Hörfunksendung Radiogeschichten des Ö1 las Elisabeth Findeis aus dem Buch. Das Buch wurde ins Tschechische übersetzt.
In dem Essay, der die in der Philosophie vernachlässigte Frage aufgreift, was ein lebenswertes Leben ist, stütze sie sich nicht nur auf philosophische Theorien und Konzepte, sondern bringt auch persönliche Erfahrungen und von anderen Betroffenen ein. „Die Erfahrungen von Menschen mit Behinderung, Krankheit und Suizidgedanken will sie stärker in die Reflexion einbeziehen“, so Niklas Eisenbruch in der Süddeutschen Zeitung. Die Aufgabe der Philosophie sehe sie darin, „einseitige Denkmuster und Bilder vom lebenswerten Leben zu entlarven. Ein lebenswertes Leben zu ermöglichen sei letztlich eine gesellschaftliche Aufgabe“, berichtet Simone Miller in Deutschlandfunk Kultur. Der Rezensent René Börrnert befand, Schmitz schreibe „ehrlich und authentisch“. Die Lektüre biete „private Einblicke in die Gedanken einer Privatperson, die ihr Leben mit einem behinderten Kind und den Freitod der eigenen Schwester zu begreifen und zu erklären versucht“. Als Philosophin reflektiere Schmitz ethische Aspekte dieses Lebens. Ulrike Baureithel stellt im Tagesspiegel fest: „über die informierte Expertise und Analyse hinaus berührt ihr Buch durch ihr reflektiertes Angefasstsein“. Kritisch eingewandt wurde von Maxime Pasker in Spektrum der Wissenschaft, dass Barbara Schmitz vor allem Theorien vorstelle, „die ihren eigenen Standpunkt stützen“. Beispielsweise berücksichtige sie den Antinatalismus nicht, der dem Leben „einen inhärenten, intrinsischen Wert“ abspricht. Im Zusammenhang mit Suizid falle es ihr schwer zu rechtfertigen, warum Menschen „den Wert ihres Lebens nicht erkennen können und den Freitod wählen dürfen“.  Der Rezensent Lars Klinnert bemerkt, dass die „transparente und instruktive Verwicklung in die philosophischen Gedankengänge der Autorin nicht zuletzt ein vorbildliches Beispiel bietet für die öffentlichkeitsgemäße Kommunikation wissenschaftlicher Methoden, Argumente und Erkenntnisse, wie sie gerade seit der Corona-Pandemie verstärkt eingefordert wird“. Zur Begründung, warum das Buch auf die Shortlist des Tractatus-Preises gewählt wurde, schreibt Michael Krüger: „Es ist staunenswert (und beglückend), wie sie in ihrem schmalen Buch uns (ohne jede Sentimentalität und ohne Kitsch) erklärt, was das Leben des Kindes – und damit auch ihr Leben – lebenswert macht. Wohlgemerkt: dies ist kein Buch nur für Betroffene, sondern für alle, die etwas über Menschenwürde wissen wollen. Ein kleines großes Buch.“

## Werke
- Offenheit und Berührbarkeit. Neue Wege zu Verletzbarkeiten und Resilienz. Reclam-Verlag, Ditzingen 2025, ISBN 978-3-15-011534-3
- Was ist ein lebenswertes Leben? Philosophische und biographische Zugänge. Reclam-Verlag, Ditzingen 2022, ISBN 978-3-15-011382-0 (auf der Shortlist des Tractatus-Preises des Philosophicum Lech 2022).[12]
- Disability and the good human life. Hrsg. zus. mit Jerome Bickenbach und Franziska Felder, Cambridge University Press, Cambridge 2013, ISBN 978-1-107-02718-3.
- Wittgenstein über Sprache und Empfindung. Eine historische und systematische Darstellung. Mentis-Verlag, Paderborn 2002, ISBN 978-3-89785-060-6.
- Über das Hoffen (zus. mit Tilo Wesche), Sonderheft der Deutschen Zeitschrift für Philosophie, 60/2012 (1).

## Auszeichnungen
- Scheffelpreis 1988
- Eugen Fink Preis der Universität Freiburg 2001 für ihre Dissertation Wittgenstein über Sprache und Empfindung.[13]
- Shortlist des Tractatus-Preises des Philosophicum Lech 2022

## Medien
- Lebenswert? - das Leben. WDR 5, Das philosophische Radio, 14. März 2022 (55:46 Min. Verfügbar bis 14. März 2023)
- Barbara Schmitz: Leben und Tod, WDR 3, 9. April 2022